# Paolo Mazza
Pour les articles homonymes, voir Mazza.
Paolo Mazza, né le 21 juillet 1901 à Vigarano Mainarda en Émilie-Romagne et décédé le 31 décembre 1981 à Ferrare, est un footballeur italien, devenu entraîneur et dirigeant sportif.
Il co-dirige l'équipe d'Italie lors de la Coupe du monde 1962 au Chili.